# TOMOMI KAHARA 20th Anniversary Live
『TOMOMI KAHARA 20th Anniversary Live』（トモミ カハラ 20th アニバーサリー ライブ）は、華原朋美の2015年に開催したデビュー20周年を記念した全国16か所のツアー『TOMOMI KAHARA 20th Anniversary TOUR KAHARA's HISTORY @19952015』から7月19日の東京・NHKホールの模様と、デビュー20周年記念日9月8日に行われた『デビュー20周年記念LIVE @ Billboard Live TOKYO』アコースティックセットステージ、2公演の模様を収録したライブDVDおよびBlu-ray。
2016年2月3日にユニバーサルJより発売された。初回限定版にはライブ音源のミュージックコネクトカード付き。

## ツアー日程
| 実施日              | 場所                                                       |
| ------------------- | ---------------------------------------------------------- |
| 2015年7月04日（土） | 狭山市市民会館（埼玉県）                                   |
| 2015年7月10日（金） | 福岡国際会議場 メインホール（福岡県）                      |
| 2015年7月11日（土） | 周南市文化会館 大ホール（山口県）                          |
| 2015年7月19日（日） | NHKホール（東京都）                                        |
| 2015年7月20日（月） | 仙台電力ホール（宮城県）                                   |
| 2015年7月26日（日） | 常陸太田市民交流センター パルティホール 大ホール（茨城県） |
| 2015年8月02日（日） | 足利市民会館 大ホール（栃木県）                            |
| 2015年8月09日（日） | 磐田市民文化会館（静岡県）                                 |
| 2015年8月15日（土） | 長良川国際会議場 メインホール（岐阜県）                    |
| 2015年8月22日（土） | 高周波文化ホール 大ホール（富山県）                        |
| 2015年8月29日（土） | いわき芸術文化交流館アリオス 大ホール（福島県）            |
| 2015年9月05日（土） | 日本特殊陶業市民会館 フォレストホール（愛知県）            |
| 2015年9月06日（日） | 大津市民会館 大ホール（滋賀県）                            |
| 2015年9月19日（土） | フェスティバルホール（大阪府）                             |
| 2015年9月21日（月） | 紀南文化会館 大ホール（和歌山県）                          |
| 2015年9月23日（水） | 神戸国際会館 こくさいホール（兵庫県）                      |

## 収録曲

### Disc1
TOMOMI KAHARA 20th Anniversary TOUR KAHARA's HISTORY @19952015 7月19日 東京・NHKホール
シングル曲に関しては、当時のPVをバックに映しながらシンクロしながら歌唱する演出がなされた。
また、当時の最新曲「はじまりのうたが聴こえる」やカバーアルバムからも厳選されたセットリストとなっている。
| 曲名 |
| Opening                                                                                                  |
| --- |
| keep yourself alive                                                                                      |
| I BELIEVE                                                                                                |
| I'm proud                                                                                                |
| MC #1 |
| Just a real love night                                                                                   |
| LOVE IS ALL MUSIC                                                                                        |
| LOVE BRACE                                                                                               |
| Back Musicians Appearance                                                                                |
| 20th Anniversary Medley（I'm proud〜I WANNA GO〜here we are〜as A person〜たのしく たのしく やさしくね） |
| MC #2 |
| DEPARTURES                                                                                               |
| Long way to go                                                                                           |
| MC #3 |
| レット・イット・ゴー〜ありのままで〜                                                                     |
| never give up!!                                                                                          |
| summer visit                                                                                             |
| Every morning                                                                                            |
| save your dream                                                                                          |
| Dear Friend                                                                                              |
| はじまりのうたが聴こえる                                                                                 |
| Ending                                                                                                   |

### Disc2
デビュー20周年記念LIVE @ Billboard Live TOKYO 9月8日 第2部
本ライブで「MEMORIES 3 -Kahara Back to 1995-」の発売が発表され、先駆けて「Feel like dance」「ズルい女」「ら・ら・ら」の3曲がアコースティックバージョンで先行披露された。なお、4曲目に収録された「華」は第2部のみで披露され、第1部では「Believe In Future 〜真夜中のシンデレラ〜」が披露されているが、本作には未収録となっている。
| 曲名                |
| Opening             |
| ------------------- |
| Feel Like dance     |
| keep yourself alive |
| summer visit        |
| MC #1               |
| 華                  |
| Long way to go      |
| I'm proud           |
| MC #2               |
| ズルい女            |
| ら・ら・ら          |
| MC #4               |
| Never Say Never     |
| Ending              |